# Storsteinnes
Storsteinnes is een plaats in de Noorse gemeente Balsfjord, provincie Troms. Storsteinnes telt 913 inwoners (2007) en heeft een oppervlakte van 1,21 km².